# アワゴケ属
アワゴケ属 (Callitriche) はオオバコ科に属する植物の属の一つ。
水中または湿地に生えるごく小さい植物。葉は対生し、葉腋に花がつく。花は無花被の単性花で、めしべ、おしべ各1つからなる。
スギナモと近縁であり、2属でアワゴケ連 Callitricheae を構成する。
クロンキスト体系では、単型のアワゴケ科 (Callitrichaceae Link) としてアワゴケ目に含められていた。

## 分類
25種ほどが世界的に分布する。日本には約3種が分布する。
- チシマミズハコベ C. hermaphroditica
- アワゴケ C. japonica
- ミズハコベ C. palustris